# Enseignement supérieur en Suisse
Pour des articles plus généraux, voir Études supérieures et système éducatif suisse.
Les études supérieures en Suisse sont également appelées degré tertiaire de l'éducation. L'offre de formation à ce niveau en Suisse est très importante. Elle se divise principalement en deux domaines, celui des hautes écoles (universitaires ou non) et celui de la formation professionnelle supérieure.
- Le domaine des hautes écoles comprend les hautes écoles universitaires (universités cantonales et écoles polytechniques fédérales) ainsi que les hautes écoles spécialisées.

- Le domaine de la formation professionnelle supérieure est constitué  par les écoles supérieures et par toutes les autres formations de degré tertiaire préparant au brevet fédéral ou au diplôme fédéral. La formation professionnelle supérieure se caractérise par une offre large et diversifiée d'institutions privées.

## Application duprocessus de Bologne
| Doctorat (>3)                              |
| Maîtrise universitaire (master) (1,5 ou 2) |
| Baccalauréat universitaire (bachelor) (3)  |
| Suisse                                     |

Après avoir terminé l’application de la Réforme bachelier-master-doctorat du processus de Bologne en 2006, le  bachelor est obtenu après trois ans et le master (équivalent à l'ancienne licence suisse) après deux ans d'étude suivant le bachelor.
La réforme de Bologne touche les hautes écoles suisses, à savoir les trois piliers de l'enseignement de niveau universitaire : universités cantonales et écoles polytechniques fédérales (EPF), hautes écoles spécialisées (HES) et hautes écoles pédagogiques (HEP).
Les universités cantonales et les écoles polytechniques fédérales utilisent les trois niveaux de titre : bachelor, master et doctorat.
Les formations des hautes écoles spécialisées (HES) antérieures à l'adoption des accords de Bologne ont été adaptées afin de déboucher sur l'obtention du titre de bachelor. Il en est de même pour les hautes écoles pédagogiques (HEP). Depuis 2009, la plupart des HES ont mis en place des filières conduisant au titre de master. De plus, des solutions de passage à un master universitaire à partir d'un bachelor de HES sont possibles grâce à une liste de concordance établie sur la base de domaines d'études proches.

## Liste d'établissements
- Universités
  - Université de Bâle
  - Université de Berne
  - Université de la Suisse italienne
  - Université de Fribourg
  - Université de Genève
  - Université de Lausanne (UNIL)
  - Université de Lucerne
  - Université de Neuchâtel
  - Université de Zurich
  - Université de Saint-Gall

- Écoles polytechniques fédérales
  - École polytechnique fédérale de Lausanne (EPFL)
  - École polytechnique fédérale de Zurich (EPFZ)

- Hautes écoles spécialisées (HES)
  - Haute école spécialisée de Suisse occidentale (HES-SO)
  - Haute école spécialisée bernoise (HESB)
  - Fachhochschule Nordwestschweiz (FHNW) (de)
  - Zürcher Fachhochschule (ZFH) (de)
  - Fachhochschule Zentralschweiz (FHZ)
  - Fachhochschule Ostschweiz (FHO)
  - Scuola universitaria professionale della Svizzera italiana (SUPSI) (it)
  - École hôtelière de Lausanne (EHL)

- Hautes écoles pédagogiques

- École supérieure spécialisée en Suisse (ES)

- - École supérieure d'informatique de gestion de Genève